# الفنون السبعة

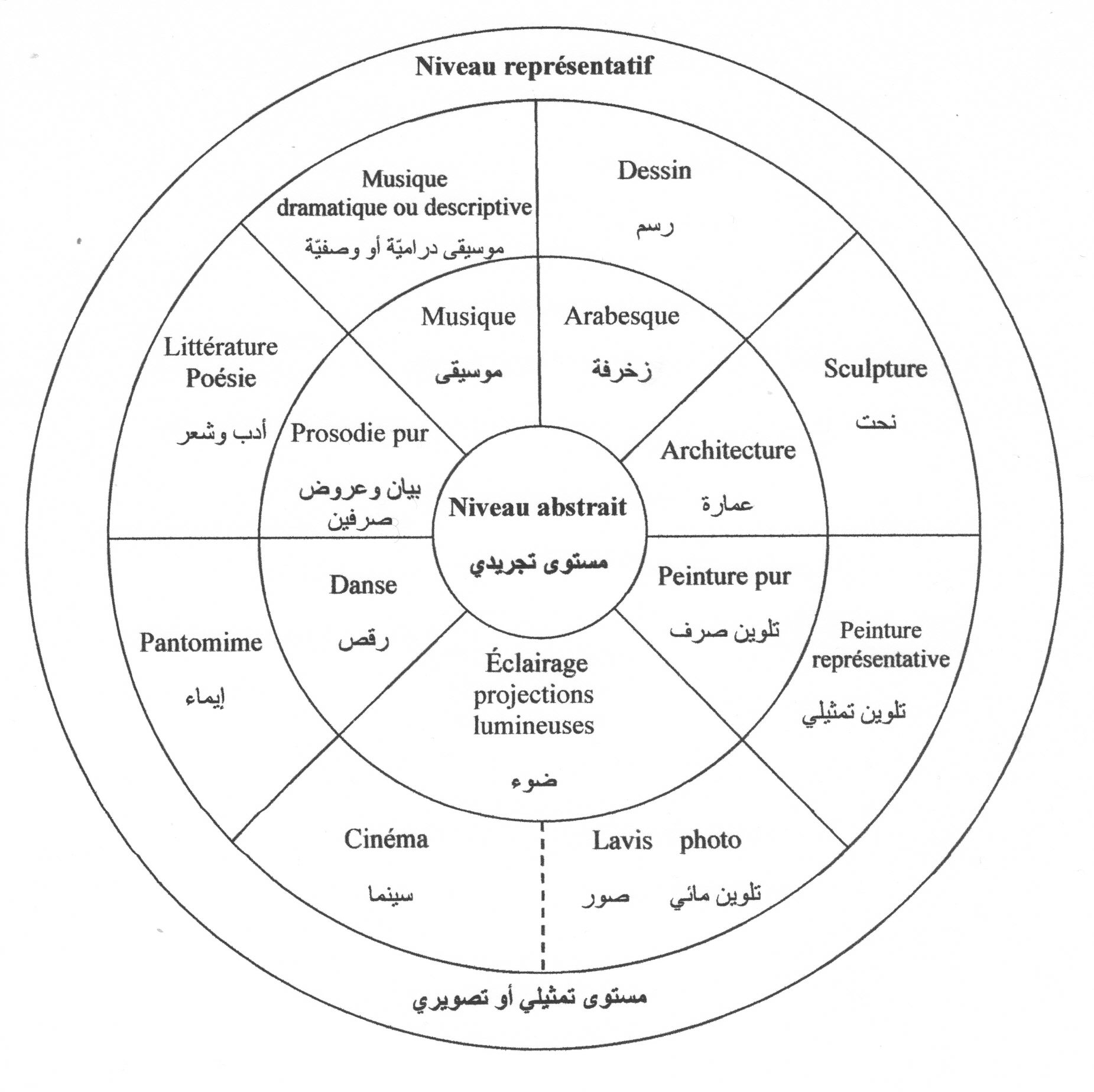
الجدول العام لمنظومة الفنون الجميلة حسب تصوّر "إيتيان سوريو".

بعد ظهور العديد والكثير من تصنيفات الفنون التي وضعها الفلاسفة من أمثال «موريس نيدنونسيل» أو «إميل تشارتير» أو «شيلن» قدّم لنا «إيتيان سوريو» رؤيته لتصنيف الفنون مقسّماً إيّاها إلى سبعة تحمل كل منها درجتين: تصويريّة/تجريديّة.
والفنون السبعة بدرجتين لكلّ منها:
1. العمارة (أو الهندسة المعمارية)
2. النحت
3. الفنون البصرية (الرسم. الطلاء,الفوتوغرافيا...الخ)
4. الموسيقى
5. المؤلفات (كتب. شعر...الخ)
6. الأداء (مسرح. رقص...)
7. السينما

## تحليل ايتان للفنون
ويظهر ويوضح تحليل «إيتيان سوريو» لهذه الفنون السبعة وتصوّره للجدول العام لمنظومة الفنون الجميلة (الشكل المقابل) بالطريقة التالية:
<< كل خاصة حسيّة، أو بالأحرى والأدق كل مجموعة متدرّجة من الخواص الحسيّة التي يمكن استخدامها وتشكيلها فنيّاً (الخط واللون والنتوء والإضاءة والحركة والنطق والنغمة الخالصة)، تنشئ فنين اثنين، أحدهما من الدرجة الأولى (فنون غير تصويريّة) والآخر من الدرجة الثانية (فنون تصويريّة). ويكفي أن نسجّل على محيط دائرة جميع فنون الدرجة الأولى المؤلّفة للمجموعات الحسيّة السبع وأن نسجّل على محيط دائرة خارجيّة متحدة المركز وفي نفس الحقول فنون الدرجة الثانية التي تناظرها فنحصل على جدول عام لجميع العلاقات التي تؤلّف عضويّاً منظومة الفنون الجميلة >> 

## تراكب الفنون السبعة
ومن هذا وذلك المنطلق يمكننا التمييز والتفريق بين الفنون السبعة والعديد والكثير من مظاهر تعاونها (فنون مركّبة (ببن نوعين أو ثلاثة منها))ولندرك العديد من الأعمال الفنيّة المركّبة كالأغنية (أدب أوشعر + موسيقى) أو المسرح ((أدب أوشعر + تمثيل صامت/رقص مع تلوين؛ في حال وجود ألوان للأزياء والديكور + نحت/عمارة؛ في حال وجود ديكور + موسيقى؛ في حال وجود موسيقى تصويريّة)). (انظر في المصادر: : زهدي - سوريو - صالومة.)

## محاولات جمع الفنون
يمكن فصل وتقسيم تاريخ الفن إلى مرحلتين أو حقبتين اعتماداً واستنادا على اختراع وظهور السينما كحدث زاد وأضاف فناً سابعاً للفنون وحوّل مكان تعاونها وجمعها من المسرح إلى السينما. وهذا ما يؤكده د. ثروت عكاشة: «على أن الفنون كلها تنزع إلى التوحد معاً، وكثيراً وغالبا ما تتلاقى ليكمل أحدها الآخر. ومنذ العصر الإغريقي ومحاولات الفنانين لا تنقطع من أجل خلق عمل فني شامل يجمع الفنون كلها. وقد تجسد هذا العمل أولاً في الدراما الإغريقية التي جمعت بين الشعر والغناء والموسيقى والرقص الايمائي أمام خلفية من المناظر التي رسمها الفنانون التشكيليون... وقد تلاقت الفنون جميعها في كل من نموذجي الأوبرا والباليه، غير أنها لم تصل إلى مرتبة التوازن والتكامل الرائعة……»
واليوم تتصدر السينما لتجمع بين الفنون جميعاً محققة العمل الفني المتسق الشامل. ولم تكن السينما في بدايتها غير فنٍ مرئي صامت يعرض صوراً متحركة لا تنبض بصوت، كأفلام "بولا نيجري" و"رودولف فالنتينو" "تشارلي تشابلن" في أيامه الأولى. حتى إذا اكتشفت مادة "السالينيوم" التي تحول الموجات الصوتية إلى موجات ضوئية ثم تحول هذه إلى صوتية، بدأت السينما خطواتها الجبارة في تجميع الفنون المرئية والمسموعة، وأخذت تقدم المسرح والموسيقى والفنون التشكيليّة كلها في عمل واحد رائع التناسق، وأصبحت السينما وسيلة إلى بلوغ الكمال لجميع الفنون، كما حطمت حواجز الزمان والمكان حاملة أروع الأعمال الفنية بين ربوع العالم بما لا يستطيعه فن الباليه ولا الأوبرا".

### جمع الفنون قبل الفن السابع (السينما)
لقد ظهر عبر التاريخ العديد والكثير من المحاولات لجمع وتوحيد عدد من الفنون في عمل فنيّ واحد - بشكل عفويّ أو مقصود - وذلك لقوّة تأثيرها مجتمعة على حواس المتلقّي الذي يتواصل مع العمل الفنيّ بمختلف حواسه.
ولكن القليل من هذه المحاولات توصّلت لجمع أغلب الفنون معاً، نذكر منها:
- الطقوس الدينية في معابد الحضارات القديمة: حيث أن هذه الطقوس كانت تُقام في المعبد المُزيّن برسوم وزخارف ملوّنة بالإضافة إلى أزياء المشاركين بالعرض والمزيّنة برسوم وألوان متنوّعة مع وجود بعض تماثيل الآلهة ضمن هذه الطقوس أحياناً، ويقوم المُؤدون في هذا العرض بتلاوة قصائد أو حوار مع حركات إيمائيّة معيّنة أو راقصة وقد ترافقها موسيقى أو إيقاعات الدفوف. (انظر في المصادر: باندولفي - دريوتون - ديورانت.)
- المسرح الاغريقي: حيث يظهر النحت في عمارة المسرح والديكور كذلك في أقنعة وأزياء الممثلين، كما يظهر الرسم والتلوين في لوحات المناظر المرسومة صمن الديكور، ويظهر الشعر في الحوار والقصائد المُلقاة، وتظهر الموسيقى في ألحان الأغاني وعزف بعض الآلات ويظهر الرقص في تمثيل الممثلين (الإيماء ورقص الجوقة). (انظر في المصادر: باندولفي - ديورانت.)
- الطقوس الكنسية: حيث تُقام الطقوس الكنسيّة ضمن الجو التشكيلي الموجود في الكنائس سواء البيزنطيّة (الشرقيّة) أو الغربيّة منها، ويجدر بنا ذكر أنّ هذه الطقوس قد تطوّرت إلى دراما طقسيّة ودراما نصف طقسيّة ثم إلى مدائحيّات فأوراتوريو لتصل أخيراً إلى الأوبرا. (انظر في المصادر: باندولفي - ديورانت.)
- الأوبرا: حيث يظهر فيها تعاون الفنون جليّاً من حيث العمارة والديكور والأزياء والأقنعة والخلفيّات المرسومة والنصوص المُغنّاة بحركات إيمائيّة أو راقصة على ألحان الموسيقى. (انظر في المصادر: باندولفي - ديورانت.)
- مجالس المولوية في المساجد والزوايا الصوفيّة: ويظهر تعاون الفنون بالربط بين المكان والحدث حيث نجد النحت في العمارة والمقرنصات كذلك نجد الزخارف الملوّنة في المساجد والزوايا الصوفيّة حيث يقام مجلس المولويّة الذي يشتمل على الشعر والموسيقى والرقص وذلك بترابط وثيق بين الرموز والأشكال والحركات والصوت. (انظر في المصادر: البابا - البهنسي - مكداشي - النابلسي.)

### جمع الفنون السبعة بعد ظهور الفن السابع
بعد ولادة السينما وتطوّرها لتصبح ناطقة ثم ملوّنة تحوّلت إلى بوتقة لجمع الفنون سواء في الأفلام التمثيلية أو في أفلام الرسوم المتحركة والدمى المتحرّكة، ولدينا منها العديد من الأمثلة حيث ظهر فيها جمع للفنون السبعة معاً نذكر منها:
- فيلم «الحائط The Wall»، من إخراج Alan PARKER، وإنتاج شركة Metro Goldwyn Mayer، بالاشتراك مع فرقة Pink Floyd وGerald SCARF، في عام 1982.
- أفلام الرسوم المتحركة والتي تجمع تقنيّات الأبعاد الثلاثيّة والثنائيّة (2D + 3D) مثل فيلم «تيتان: آ-ي TITAN: A-E» و«حياة حشرة A Bug's Life» وسلسلة أفلام «شريك SHREK».

وقد ساهم تعاون الفنون في الأعمال السينمائيّة بتطوير الفنون التشكيلية، ويؤكّد ذلك د.عفيف البهنسي: [ لقد قدمت الكاميرا مشاهد وصوراً ليس بالإمكان تجاهل قيمتها الإبداعية التشكيلية، ومع أن المدارس كالتكعيبية والتجريدية قد وجدت أتباعاً لها في مجال السينما، فإن السينمائيين لم يقفوا عند حدود هذه المدارس، فلقد ساعدتهم وسائلهم على تجاوز معطيات الفن الحديث، وعلى الأقل نستطيع القول، أن تضافر الفنون في العمل السينمائي قد أفسح في المجال لظهور اتجاهات سينمائية مستقلة عن الفنون التشكيليّة، بل أصبحت رائدة لهذه الاتجاهات، وهكذا أصبحنا نرى فن التصوير وفن النحت يلجآن إلى السينما تحت شعار الفن السينمائي L'art cinetique أو تحت شعار الفن البصري. (…) والمستقبل القريب قد يلغي الفروق بين السينما والفنون التشكيلية ويجعل الفن التشكيلي من صميم السينما. كما يجعل فن السينما ضمن الفن التشكيلي الأكثر تقدماً. (انظر في المصادر: دوكا - سادول - صالومة.)

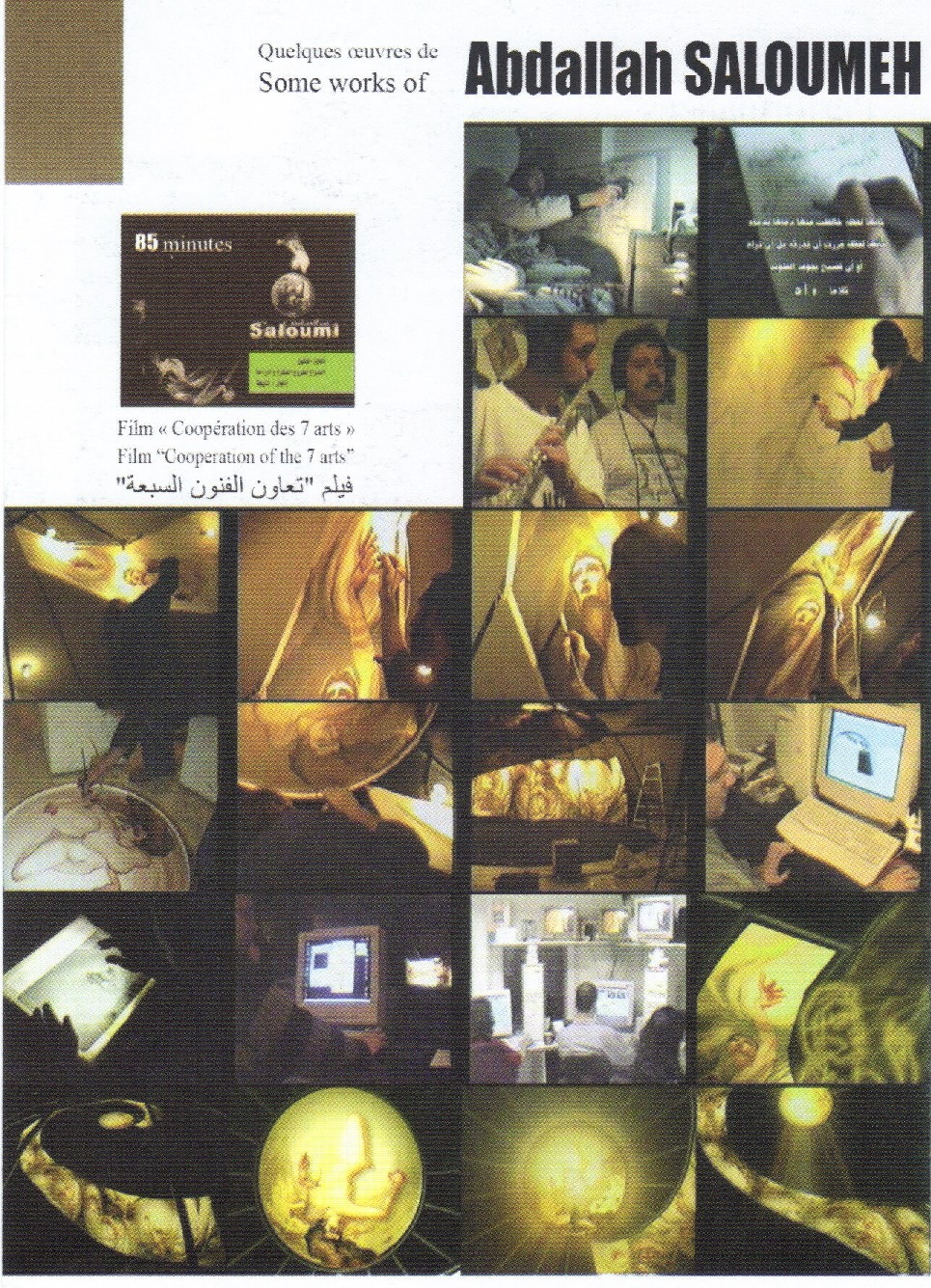
لقطات من فيلم تعاون الفنون السبعة للفنان السوري عبد الله صالومة.

وبعد تطوّر تقنيات الفيديو الموازية لتقنيّات السينما ظهرت محاولات فنيّة لجمع الفنون السبعة في بعض أعمال ما يسمّى اصطلاحيّاً «فن الفيديو» في الفن المعاصر: حيث نجد رسوماً وأشكالاً منحوتة وملونة تتحرّك مع موسيقى وشعر أو حوار ضمن عمل فنّي من صنف «فن الفيديو» (انظر في المصادر: عرابي - Vidéo et après) مثل:
- عمل الفنان الفرنسي «جان كريستوف آفرتي / Jean-Christophe Averty»: «متزوجو برج إيفل / Les Mariés de la Tour Eiffel»، نظام PAL بالألوان مع صوت، 53 دقيقة، 1973.
- عمل الفنانة الفرنسيّة «ايف رامبوز / Eve Ramboz»: «المتلاعب / L'Escamoteur»، نظام PAL بالألوان مع صوت، 13 دقيقة، 1990.
- عمل الفنان السوري عبد الله صالومة: فيلم "تعاون الفنون السبعة/ صراع الأفكار للخروج والراحة /إنجاز على يوتيوب+ نتيجة على يوتيوب"، نظام PAL بالألوان مع صوت، 83 دقيقة، 2000.

## الدافع إلى جمع الفنون
الفنون السمعية البصرية، فالمرجع والمصدر التوحيدي هو ضوابط الكون وفيزياؤه «الشعثية» بالمعنى المعاصر، تصدر شتى أنواعها عن هذا الكل الأم، وتتناسخ بالتبعية وبالتالي من الرحم نفسه الذي لا يفرق بين الحواس.
و يرأي «د. بول رامان» فإن جمع الفنون يوّلد مشاعر خاصة، قد تكون الدافع لسعي الفنانين وراء تعاون الفنون: [ ما من قانون في علم الحياة وفي علم الوظائف يحول دون أن تتفتح في أعماق ذواتنا مشاعر متماثلة متولدة من حاستي السمع والبصر، إنها مجرّد مسألة تآلف حسّي ]
وأما برأي «د. عفيف البهنسي» فالدافع هو محاولة الإنسان لخلق جمال جديد يضاف إلى جمال الطبيعة المركبّ، حيث يظهر هذا في ما كتب: [ إن الوحدة بين الفنون أساسيّة، بمعنى أن الفن سواء أكان شكلياً أو صوتياً فهو يصدر عن محاولة لخلق جمال جديد يضاف إلى جمال الطبيعة ذات الجمال المركب من الشكل والحركة والصوت أيضاً. ولكن ظروف النمو والاختصاص باعدت بين عناصر هذه الوحدة مما دفع الفنانين إلى إعادة تجميع هذه العناصر في عمل فني مركب من فنون حركية وصوتية وشكلية وضوئية كالمسرح والسينما. بل أن الفنان فيها يحاول أن يقوم بوقت معاً بدور المخرج والمصور والملحن والفنان المزخرف لكي يحقق وحدة متينة في بناء عمله الفني.
كذلك شأن المعمار، فلقد اتجه نحو الهيمنة الكاملة على جميع عناصر عمله، فهو الذي يقرر التصميم واللون والزخارف واللوحات والمواد المبتكرة ساعياً أيضاً نحو وحدة العمل الفني.].